# Fernando de Castilla (n. 1238)

Escudo de Fernando de Castilla, conde de Aumale.

Fernando de Castilla (1238 - m. antes de 1264/1269). Infante de Castilla, fue hijo del rey Fernando III de Castilla y de su segunda esposa, la reina Juana de Danmartín. 
Fue conde de Aumale, barón de Montgomery y de Noyelles-sur-Mer.

## Biografía
Nació en el año 1238. Después de la muerte de su padre ocurrida en la ciudad de Sevilla el 30 de mayo de 1252, Juana de Danmartín y su hijo mayor Fernando partieron hacia Francia, de donde la reina Juana no regresaría. En Francia, Fernando  heredó el condado de Aumale y las baronías de Montgomery y de Noyelles-sur-Mer.     
Aunque se desconoce su fecha de defunción, algunos autores afirman que ocurrió antes de 1264, aunque otros señalan que debió de ocurrir antes del 25 de julio de 1269, pues ese año, su hermano el infante Luis, hallándose en la ciudad de Toledo, realizó una donación a la Orden de Calatrava en la que se titulaba «Heredero mayor del Condado de Pontis».

## Matrimonio y descendencia
Contrajo matrimonio con Laura de Montfort, hija de Amaury VI de Montfort, conde de Tolosa y señor de Montfort. Fruto del matrimonio de ambos nació:
- Juan I de Ponthieu (m. 1302). Heredó las posesiones de su padre y falleció en la Batalla de Courtrai, librada el 11 de julio de 1302.[3]